# Saikhom Mirabai Chanu
Saikhom Mirabai Chanu, född 8 augusti 1994, är en indisk tyngdlyftare.

## Karriär
I juli 2014 vid Samväldesspelen i Glasgow tog Chanu silver i 48-kilosklassen. I augusti 2016 tävlade hon i 48-kilosklassen vid olympiska sommarspelen 2016 i Rio de Janeiro, men fick inget godkänt resultat i stöt. I november 2017 vid VM i Anaheim tog Chanu guld i 48-kilosklassen efter att ha lyft totalt 194 kg (85 kg ryck och 109 kg stöt). I april 2018 vid Samväldesspelen i Gold Coast tog hon guld i 48-kilosklassen och satte ett nytt mästerskapsrekord efter att ha lyft totalt 196 kg (86 kg ryck och 110 kg stöt).
I juli 2021 vid OS i Tokyo tog Chanu silver i 49-kilosklassen efter att ha lyft totalt 202 kg. I juli 2022 vid Samväldesspelen i Birmingham tog hon guld i 49-kilosklassen efter att ha lyft totalt 201 kg.
Vid olympiska sommarspelen 2024 i Paris slutade Chanu på fjärde plats i 49 kg-klassen efter att ha lyft totalt 199 kg, ett kilo mindre än bronsmedaljören Surodchana Khambao.